# إيميلي أربوغاست
إيميلي أربوغاست (بالفرنسية: Émile Arbogast)‏ (23 مارس 1901 – 12 فبراير 1978) هو سبّاح فرنسي راحل، مثّل بلاده في الألعاب الأولمبية الصيفية 1920.

## روابط خارجية
إيميلي أربوغاست على موقع اللجنة الأولمبية الدولية (الإنجليزية)
- إيميلي أربوغاست على موقع أوليمبيديا (الإنجليزية)